# Битва на річці Шайо
Битва на річці Шайо (на річці Сайо, Соленій; в долині Мохі) — відбулась 11 квітня 1241 року між військами угорського короля Бели IV і його брата, хорватського герцога Коломана, з одного боку, і монгольськими військами на чолі з Бату, Шибаном, Када'аном і Субедеєм, з іншого. Битва була однією з останніх в рамках Західного походу монголів 1236—1242 років, зокрема, походу на Русь і в Центральну Європу 1240—1242 років. Угорсько-хорватська армія зазнала нищівної поразки.

## Передумови
1240 року, під час монгольського походу на Русь, угорський король Бела IV відмовив сватам сина Михайла Всеволодовича Чернігівського Ростислава до своєї доньки Анни, а потім і Данилу Романовичу Галицькому, який особисто прибув до угорського двору для заручин свого сина Льва до угорської принцеси Констанції. Кожний з цих візитів був хронологічно пов'язаний з монгольською загрозою Києву. Угорському королю не потрібна була війна з монголами, а видати своїх доньок заміж за руських князів означало стати їх союзниками у війні проти монголів. Бела IV вирішив перечекати, доки монголи зруйнують Русь і , вичерпають наступальний темп і повернуть додому. Тоді можна було б без особливих витрат захопити спустошений Галич і решту Галичини.
1241 року монголи, попередньо захопивши Київ, Володимир-Волинський і Галич, основними силами вторгнулися в Польщу. Решта монгольського війська пробилась через Верецький перевал на територію, підконтрольну угорській короні, і 12 березня 1241 року монголи здобули Мункач та Унгвар. 16 березня передовий загін монголів на чолі з Шибаном (близько 10 000 вершників) з'явився під Пештом. Корпус Кадана пройшов південним маршрутом, через Молдову і Трансильванію, зруйнувавши дорогою міста Варадин, Арад, Перг, Егрес, Темешвар.

## Співвідношення сил
Монгольське військо, налічувало близько 70 тисяч вершників. Чисельність угорсько-хорватського війська історик Храпачевський оцінив від 30 до 60 тисяч вояків. Однак сучасник подій Віллем Рубрук вважав, що військо короля Угорщини не перевищувала 30 тисяч вояків. Джувейні, оцінює сили угорців у 450 тисяч вояків, і згадує повідомлення Шибана про те, що «їх удвічі більше за монгольське військо». Рашид-Ад-Дін в аналогічному описі пише про 400 тисяч воїнів, однак, відносить це до подій у Волзькій Булгарії 1236 року.

## Хід битви

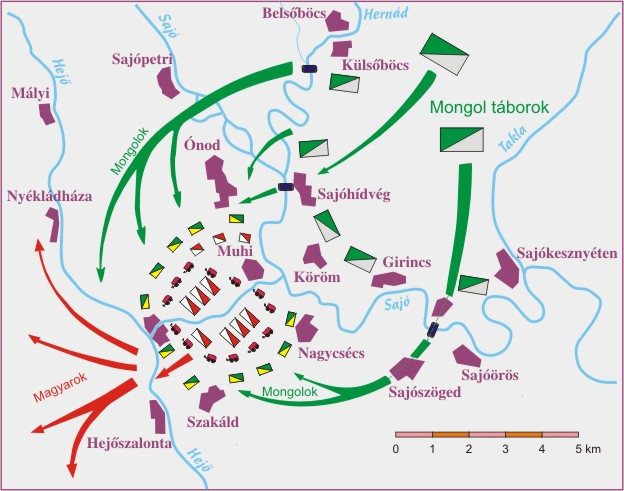
План битви

Угорсько-хорватське військо шість днів переслідувало монгольський передовий загін Шибана, на сьомий день ввечері зупинилося в долині Мохі, перед річкою Шайо.
Вночі основні сили монгольського війська на чолі з Субедеєм переправились через річку на лівому фланзі і обійшли угорський укріплений табір з півдня. Інша частина монгольської армії під проводом Бату і Шибана захопила міст через річку і розгромила угорський сторожовий загін. Зранку, 11 квітня монголи розпочали обстріл розташованого в долині угорського табору з оточуючих пагорбів з луків і каменеметальних машин, потім після нетривалого штурму увірвались до табору. Проте, монголи не замкнули кільце оточення і угорському війську вдалося відійти на захід, однак закріпитися угорці не змогли і розпочали безладний відступ. Монголи поступово знищували по частинах деморалізоване і погано кероване угорсько-хорватське військо в ході переслідування протягом шести днів і «на плечах відступаючих» увірвались до Пешту.

## Наслідки
Загибель війська спричинила ситуацію, коли угорські землі опинились абсолютно беззахисними перед завойовниками. Корпус Кадана від Пешту пройшов до Адріатичного моря, розоривши на шляху міста Хорватії і Далмації.
Угорський король Бела IV утік під захист австрійського герцога Фрідріха II, віддав йому за допомогу проти монголів казну і три угорських комітати. Корпус Бату, з'єднався з прибулим з Польщі після перемоги під Легніцею корпусом Байдара, не ризикнув вступити в бій з об'єднаними силами Чехії, Австрії і Каринтії. За іншою версією, причиною повороту монголів на схід стало отримане повідомлення про смерть великого хана Угедея в грудні 1241 року. На зворотному шляху частина монгольського війська зазнала поразки від військ болгарського царя Івана Асеня II.